# رفتار کمک کردن

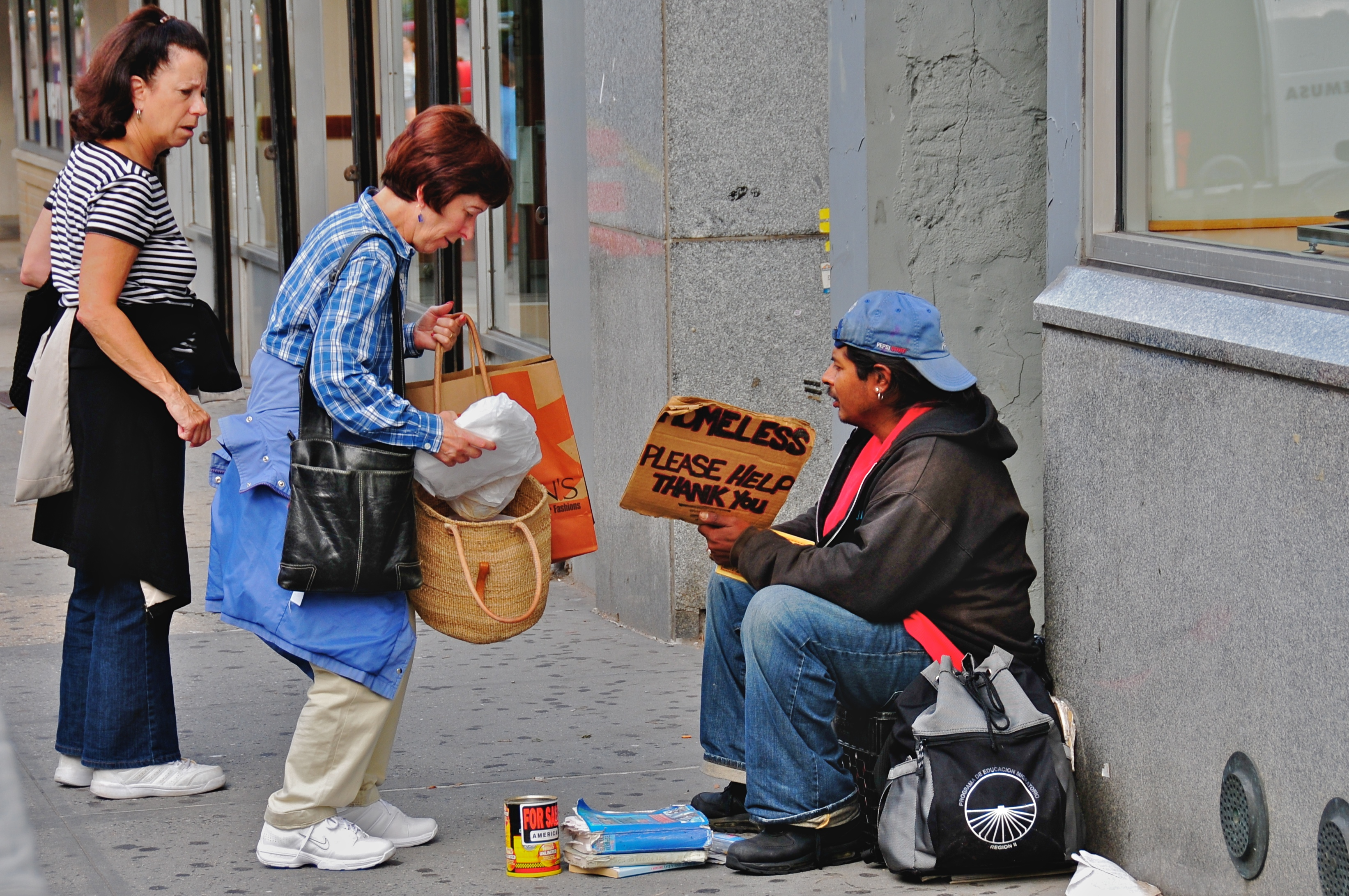
زنی درحال کمک به یک مرد بی‌خانمان

رفتار کمک کردن نوعی عمل داوطلبانه برای رهایی دیگری از سختی و ناراحتی است. در قرن بیست و یکم، کمک‌های مالی و همکاری های فراوانی میان کشورهای جهان به‌ویژه پس از دنیاگیری کووید-۱۹ پدید آمد.